# Ann Snitow
Ann Snitow (Nueva York, 8 de mayo de 1943-Nueva York, 10 de agosto de 2019), fue una profesora, literata y feminista estadounidense.

## Biografía
Realizó sus estudios en la Universidad Cornell y en la Universidad de Londres. Fue profesora de literatura y una gran aficionada al cine.

## Libros
- 1984, Ford Madox Ford y la voz de la incertidumbre.
- 2015, El feminismo de la incertidumbre.